# Adrar (miasto)
Adrar (arab. أدرار) – miasto w południowej Algierii, na Saharze, w grupie oaz At-Tuwat. Jest stolicą administracyjną prowincji Adrar.
Adrar to ośrodek handlowy i usługowy regionu rolniczego. Uprawia się pomidory i palmy daktylowej.